# Mansyu Ki-79
Mansyu Ki-79 — серійний навчальний літак Імперської армії Японії періоду Другої світової війни.

## Історія створення
Літак Nakajima Ki-27, який непогано зарекомендував себе під час японсько-китайської війни, на початок війни на Тихому океані вже безнадійно застарів. Було прийняте рішення розробити на його базі навчальний літак для заміни застарілих біпланів Tachikawa Ki-9 та Tachikawa Ki-17, а також Tachikawa Ki-55. 225 літаків було переобладнано в навчальні з модифікацій Ki-27b та Ki-27-KAI. Але виробничі потужності заводів Nakajima були зайняті випуском нових винищувачів Nakajima Ki-43, тому випуск навчальних літаків перенести в Маньчжурію, на фірму «Mansyu».
Інженери фірми Mansyu у 1942 році розробили на базі Ki-27 навчальний літак, який отримав назву Ki-79. Основною відмінністю цього літака від прототипу було використання менш потужного двигуна Hitachi Ha-13a потужністю всього 510 к.с., оскільки фірма Nakajima не могла задовольнити потреби у двигунах Nakajima Ha-13. Внаслідок цього швидкість зменшилась до 340 км/г (на 135 км/г порівняно з прототипом Ki-27 KAI).
Одразу було розроблено два варіанти літака - одномісний тренувальний Ki-79a та двомісний навчально-тренувальний Ki-79b. Обидва варіанти літака були суцільнометалевими низькопланами з шасі, яке не складалось. Кабіна була відкритою. 
У 1944 році, коли Японія стала гостро відчувати брак ресурсів, зокрема, дюралю були випущені спрощені варіанти літака, які отримали позначення Ki-79с і Ki-79d відповідно. В них використовувався сталевий каркас, обшитий авіаційною деревиною. На літаки встановлювались дешевші двигуни Hitachi Ha-23 22/24, внаслідок чого швидкість зменшилась до 280 км/г.
Всього було випущено близько 1500 літаків усіх модифікацій.

## Тактико-технічні характеристики (Ki-79a)

### Технічні характеристики
- Екіпаж: 1 чоловік
- Довжина: 7,85 м
- Висота: 3,00 м
- Розмах крил: 11,50 м
- Площа крил: 18,56 м²
- Маса пустого: 1 300 кг
- Двигуни:  1 х Hitachi Ha-13 aI
- Потужність: 510 к. с.

### Льотні характеристики
- Максимальна швидкість: 340 км/г
- Крейсерська швидкість: 286 км/г
- Дальність польоту: 920 км
- Практична стеля: 5 600 м

### Озброєння
- Кулеметне: 1 x 7,7-мм кулемет

## Модифікації
- Ki-79a — одномісний тренувальний літак
- Ki-79b — двомісний навчально-тренувальний літак
- Ki-79c — одномісний тренувальний літак, спрощений варіант Ki-79a
- Ki-79d — двомісний навчально-тренувальний літак, спрощений варіант Ki-79b

## Історія використання
Оскільки літаки Ki-79 випускались у значних кількостях, ними були переоснащені льотні школи в Сендаї та Тачіраї, а також Академія армійської авіації. Наприкінці війни частина літаків Ki-79 використовувалась для атак камікадзе, оскільки курсантам льотних шкіл не треба було перевчатись на інші літаки.
Оскільки Ki-79 випускались в Харбіні в Маньчжурії, велика кількість їх була захоплена радянськими військами і згодом передана у навчальні підрозділи ВПС Китаю. Як інструкторів використовували полонених японських льотчиків. Літак прослужив у ВПС Китаю до початку Корейської війни.
Також певна кількість літаків була захоплена на територіях, окупованих Японією - Філіппінах, Яві, Суматрі, Сінгапурі, де вони також використовувались як навчальні.

## Вцілілі екземпляри
На даний час один вцілілий екземпляр Ki-79 знаходиться  в музеї збройних сил Індонезії в Джакарті.